# Néstor Togneri
Néstor Hugo Togneri (27. listopadu 1942 – 8. prosince 1999) byl argentinský fotbalista, obránce a záložník.

## Klubová kariéra
Profesionálně hrál za argentinské kluby Club Atlético Platense, Estudiantes de La Plata v době největší slávy klubu, a za Quilmes AC. S Estudiantes de La Plata získal v roce 1967 argentinský titul, v letech 1968–1970 jihoamerický Pohár osvoboditelů a v roce 1968 Interkontinentální pohár.

## Reprezentační kariéra
Byl členem argentinské reprezentace na Mistrovství světa ve fotbale 1974.